# Prosopocera flavoides
Prosopocera flavoides là một loài bọ cánh cứng trong họ Cerambycidae.